# Mário Guimarães Ferri
Mario Guimarães Ferri (São José dos Campos, SP, 1918 — São Paulo, SP, 15 de junio de 1985) fue un profesor de la Universidad de São Paulo (USP), investigador, conferencista, editor, administrador y también artista. Por su obra científica, fue un ecologista pionero en Brasil. Su potencia de comunicación se enlaza a su gran amor a la botánica y al ambiente y a su profundo conocimiento científico haciéndolo un excepcional conferencista. En sus textos y artículos sobre ciencias informaba al público acerca de la ecología y la polución - y en un muy simple y preciso lenguaje presentaba los datos necesarios para entender la importancia de la protección ambiental. 

## Biografía
Mario Guimarães Ferri se casa con Ruth Lippi Ferri en 1941. Desarrolla su primaria en São José dos Campos y su secundaria en la ciudad de São Paulo en el "Instituto de Educación Caetano de Campos". En 1935 es maestro de escuelas primarias y secundarias. Será graduado de Ciencias en la "Faculdad de Filosofía, Ciencias y Letras" de la Universidad de São Paulo (FFCLUSP). Fue el primer colaborador del profesor Felix Rawitscher, quien había organizado el Departamento de Botánica en la FFCLUSP.  Obtuvo su PhD en la USP en 1944 y la Livre-Docencia en 1951.  En 1955 gana la posición de Profesor Titular de Botánica en la Faculdad de Filosofía, Ciencias y Letras. Desarrolló tareas científicas en Botánica y en Ecología. En Botánica, fue pionero en Brasil sobre fitohormonas, mayormente auxinas,  y fue exitoso en generar interés en esas materias. 
Así todos sus artículos publicados de 1945 a 1951 fueron sobre fitohormonas. Ese interés en el área fue consecuencia de sus estudios en Fisiología vegetal en EE. UU. – donde con la ayuda de una beca de la Fundación Rockefeller, trabaja en Boyce Thompson Institute for Plant Research, en la Columbia University, y en el California Institute of Technology. En el área de la Ecología Tropical fue responsable en la formación de varios estudiantes. Fue uno de los fundadores miembros de la Academia de Ciencias del Estado de São Paulo, único en el área de Botánica.  También fue muy activo en direccionar la USP Publishing House (EDUSP) donde él promovió al mismo tiempo la publicación de textos científicos en portugués por científicos brasileños.  Fue supervisor de veinte estudiantes de postgrado. Ferri es también conocido como artista de – y produjo sus pinturas en 1961.

## Posiciones laborales
Fue conferencista, profesor titular y director del Departamento de Botánica en el Instituto de Biociencias, USP.  De 1961 a 1968 fue  Director de la Faculdad de Filosofía, Ciencias y Letras y por cinco años Vicerrector de la USP, luego rector de 1967 a 1968. De 1961 a 1968 fue miembro del Concejo Asesor de la USP. Desde 1964, fue  Presidente del Comité Editorial de la USP y durante su periodo se publicaron 1.806 libros en colaboración con varias editoriales, en varios campos del conocimiento. También fue referí de varias revistas científicas de Brasil y del exterior.

## Premios
- Profesor Emérito, USP. 1975
- Miembro Honorario de la Associação Brasileira de Arquitetos Paisagistas. 1975
- Medalla de Honor de Inconfidência Mineira, del Gobierno Estadual de Minas Gerais. 1977 y 1981
- Santos Dumont Mérito Aeronáutico, Grado Dorado. 1981
- Ciudadano Honorario del Estado de Minas Gerais. 1974
- Miembro del Instituto de Cultura Hispánica. 1961
- Miembro del Instituto de Geografía de Portugal. 1961

## Artista
Ferri tomó parte en exhibiciones grupales e individuales, en varios Estados de Brasil:
- 9th São Paulo Bienal, 1976
- Associação dos Amigos do Museu de Arte Moderna of São Paulo, 1968
- 1st Salão Paulista de Arte Contemporânea
- 1st Pré-Bienal de Artes Plásticas
- Su última exhibición fue una retrospectiva de su obra en la Galería Ibero-Americana de Arte, en São Paulo, del 17 de noviembre al 15 de diciembre de 1983 – donde se presentaron 165 de sus obras, del periodo 1961 a 1983

## Tesis dePhD
- Transpiração de plantas permanentes do cerrado. En portugués

## Tesis de Cátedra (“tesis de profesor titular”)
- Contribuição ao conhecimento da ecologia do cerrado e da caatinga. Estudo comparativo da economia d'água de sua vegetação. En portugués

## Pionero en Ecología
Fue pionero en Ecología Vegetal en Brasil.  Su tesis de PhD fue uno de los primeras obras científicas experimentales en el estudio de la ecología de la vegetación de los cerrados. Su primera obra en la ecología experimental a campo en Brasil en colaboración con Felix Rawitscher y Mercedes Rachid:  Profundidade dos solos e vegetação dos cerrados do Brasil Meridional, en portugués

## Publicaciones
- Ferri, M. G., 1938. Sobre a função dos hidropôtios. An. la. Reunião Sul-americana de Botânica, vol. I
- Ferri, M. G., 1942. Observação sobre a metodologia para o estudo da transpiração cuticular em plantas brasileiras, especialmente em Cedrela fissilis. Bolm Fac. Fil. Ciên. Letras USP 28, Bot. 3
- Ferri, M. G., 1943. Observações sobre a Lagoa Santa. Ceres 4
- Ferri, M. G., 1943. Profundidade dos solos e vegetação em campos cerrados do Brasil Meridional. An. Acad. Brasil. Ciênc. 15
- Ferri, M. G., 1944. Transpiração de plantas permanentes dos cerrados. Bolm Fac. Ciênc. Letras USP 41. Bot. 4
- Ferri, M. G., 1945. Preliminary observations on the translocation of synthetic growth substances. Contrib. Boyce Thompson Inst. 14
- Ferri, M. G., 1946. Pesquisas recentes de alcance prático sobre hormônios de crescimento. Rev. Soc. Rural Brasil S. Paulo 26, n.º 306
- Ferri, M. G., 1946. Informações sobre o estado atual das pesquisas sobre hormônios de crescimento. Rev. Soe. Rural Brasil. S.Paulo 26, n° 306
- Ferri, M. G., 1947. The enzymatic conversion of tryptophan to auxin by spinach leaves. Arch. Biochem. 13
- Ferri, M. G., 1948. Partenocarpia induzida com ácido-β-naftoxiacético. Bolm Fac. Fil. Ciênc. Letras, USP 91, Bot. 6
- Ferri, M. G., 1948. Stomatal behaviour as influenced by treatment with naphtoxyacetic acid. Contrib. Boyce Thompson Inst. 15
- Ferri, M. G., 1949. Hormônios e substâncias sintéticas promotoras ou reguladoras do crescimento das plantas. Ciência & Cult. 1
- Ferri, M. G., 1949. Further information on the stomatal behaviour as influenced by treatment with hormone-like substances. An. Acad. Brasil. Ciênc.21
- Ferri, M. G., 1950. Síntese, natureza química, modo de ação e inativação dos fitohormônios. Rodriguesia 24
- Ferri, M. G., 1950. Riboflavina e fototropismo das articulações das folhas de feijão. Ciência & Cult. 3
- Ferri, M. G., 1950. Influence of growth substances on the pulvini of the primary leaves of bean plants. An. Acad. brasil. Ciênc. 22
- Ferri, M. G., 1951. Fluorescence and photoinactivation of indoleacetic acid. Arch. Biochem. & Byophys. 31
- Ferri, M. G., 1951. Nuevas informaciones sobre la influencia de substancias de crescimento en el movimento de las articulaciones de las hojas primarias de Phaseolus vulgaris L. Phyton 1
- Ferri, M. G., 1951. Fotodestruição do fitohormônio ácido indolil-3-acético por compostos fluorescentes. Bolm Fac. Ciênc. Letras USP 102, Bot. 9
- Ferri, M. G., 1951. Photoinactivation of the plant-hormone indoleacetic acid by fluorescent substances. Nature 4269
- Ferri, M. G., 1952. Water balance of plants from the "Caatinga". I. Transpiration of some of the most frequent species of the "Caatinga of Paulo Afonso (Bahia) in the rainy season. Revta bras. Biol. 12
- Ferri, M. G., 1952. O caminho do carbono na fotossintese: XIV. Tradução do trabalho de Melvin, G., J.A. Bassham, A.A. Benson, S. Kawaguchi, V.H. Linch, W. Stepka e N.E. Robert. Selecta Chimica 10
- Ferri, M. G., 1953. Observações sobre a influência de compostos fluorescentes no crescimento de fungos. Revta bras. Biol. 13
- Ferri, M. G., 1953. Balanço de água de plantas da caatinga. An. 4º Congr. Nac. Soc. Bot. do Brasil
- Ferri, M. G., 1953. Mecanismo do efeito de substancias de crescimento sobre o movimento de folhas de feijão (nota preliminar). An. 4º Congr. Nac. Soe. Bot. do Brasil
- Ferri, M. G., 1953. Como florescem as plantas. Ciência & Cult. 5
- Ferri, M. G., 1953. Water balance of plants from the "Caatinga". II. Further information on transpiration and stomatal behaviour. Revta bras. Biol. 13
- Ferri, M. G., 1954 A Botânica em São Paulo, desde a criação de sua Universidade. Jornal O Estado de São Paulo", n.º 24.145
- Ferri, M. G., 1954. Transpiração de Eucalyptus tereticornis. Bolm Fac. Fil. Ciênc. Letras USP 173, Bot. 11
- Ferri, M. G., 1954. On the morphology of the stomata of Eucalyptus terticornis, Ouratea spectabilis and Cedrela fissilis. Bolm Fac. Ciênc. Letras USP 173. Bot. 11
- Ferri, M. G., 1954. Observações sobre a influência de compostos fluorescentes no enraizamento de estacas. I. Revta bras. Biol. 14
- Ferri, M. G., 1954. Water balance of the "caatinga", a semiarid type of vegetation of Northern Brazil. Compt. Rendus. VIII Congr. Internat. Bot., Paris
- Ferri, M. G., 1955. A Botânica no Brasil—Capitulo X, Vol. I da obra "As Ciências no Brasil". Cia. Melhoramentos de Sào Paulo
- Ferri, M. G., 1955. Problemas de reflorestamento da caatinga e do cerrado. Ciência & Cult. 7
- Ferri, M. G., 1955. Contribuição ao conhecimento da ecologia do cerrado e da caatinga. Estudo comparativo da economia d'água de sua vegetação. Bolm Fac. Fil. Ciênc. Letras USP 195. Bot. 12
- Ferri, M. G., 1955. Observações sobre a influência de compostos fluorescentes no enraizamento de estacas II. Revta Biol. 15
- Ferri, M. G., 1956. Botânica - Morfologia externa das plantas (Organografia). Cia. Melhoramentos de São Paulo
- Ferri, M. G., 1956. Transpiração de plantas permanentes do cerrado na estação das chuvas. Revta bras. Biol. 16
- Ferri, M. G., 1956. Economia d'água de cana-de-açúcar. An. Acad. brasil. Ciênc. 28
- Ferri, M. G., 1957. Photoactive movement of the stomata of sugarcane. Revta bras. Biol. 17
- Ferri, M. G., 1957. Informações sobre a transpiração de duas gramíneas freqüentes no cerrado. Revta bras. Biol. 17
- Ferri, M. G., 1957. O consumo d'água dos eucaliptos. An. Acad. Brasil. Econ. Florest. 9
- Ferri, M. G., 1958. In Memoriam: Felix Rawitscher. Bolm Fac. Fil. Ciênc. Letras USP 224. Bot. 15
- Ferri, M. G., 1958. Contribuição ao conhecimento da ecologia do cerrado. Estudo comparativo da economia d'água de sua vegetação em Emas (Est. de São Paulo), Campo Grande (Est. de Mato Grosso) e Goiania (Est. Goiás). Bolm Fac. Fil. Ciênc. Letras USP 224. Bot. 15
- Ferri, M. G., 1958. Papel do fator nutricional na economia de água de plantas do cerrado. Revta Biol. 1
- Ferri, M. G., 1958. A botânica em São Paulo desde a criação de sua Universidade. Ensaios Paulistas, 9-23 Editora Anhambi. São Paulo
- Ferri, M. G., 1959. Contribuição ao estudo da anatomia das folhas de plantas do cerrado. Bolm Fac. Fil. Ciênc. Letras USP 243. Bot. 16
- Ferri, M. G., 1959. Ecological information on the "Rio Negro Caatinga" (Amazon) IX Internat. Congress. Montreal, Canadá, Proceed. vol. Il. Abstr. 12-13
- Ferri, M. G., 1959. Problems of water relations of some Brazilian vegetation types with special consideration of the concept of xeromorphy and xerophytism. UNESCO - Simpósio: Ecologia de regiões áridas e semiáridas, Madrid, set.
- Ferri, M. G., 1959. Aspects of the soil-water-plant relationship in connexion with some Brazilian types of vegetation. UNESCO - Simpósio: Ecologia de regiões tropicais úmidas, Abidjan, out.
- Ferri, M. G., 1959. Caracterização das principais formações vegetais brasileiras. An. Soc. Bot. Brasil, Fortaleza, Ceará
- Ferri, M. G., 1959. Informações sobre a influência do N-fenil carbamato de isopropila no comportamento de diversas plantas - (nota prévia). An. Soe. Bot. Brasil, Fortaleza, Ceará
- Ferri, M. G., 1960. Nota preliminar sobre a vegetação de cerrado em Campo Mourão (Paraná). Bolm Fac. Fil. Ciênc. Letras USP 247. Bot. 17
- Ferri, M. G., 1960. Transpiração e comportamento estomático de plantas permanentes do cerrado em Campo do Mourão (Paraná). Bolm Fac. Fil. Ciênc. Letras, USP 247. Bot. 17
- Ferri, M. G., 1960. Informações sobre a economia d'água de plantas de um tabuleiro do município de Goiana (Pernambuco). Bolm Fac. Fil. Ciênc. Letras USP 247. Bot. 17
- Ferri, M. G., 1960. Contribution to the knowledge of the ecology of the "Rio Negro Caatinga". (Amazon). Bull. Research Council of Israel, Sec. D. Botany, vol. 89 Apr. n.º 34
- Ferri, M. G., 1960. Considerações sobre o ensino da Botânica. XXII Reunião da Soc. Brasileira para o Progresso da Ciência (Piracicaba)
- Ferri, M. G., 1961. Informações sobre a influência do N-fenil carbamato de isopropila no comportamento de a1gumas plantas, com especial consideração da transpiração. Revta Biol. 2
- Ferri, M. G., 1961. Problems of water relations of some Brazilian vegetation types with special consideration of the concepts of xeromorphy and xerophytism. Plant-water relationship in arid conditions. Madrid symposium: 24-30 de septiembre de 1959, UNESCO
- Ferri, M. G., 1961. Aspects of the soil-water-plant relationship in conexion with some Brazilian types of vegetation. Tropical soil and vegetation. Proceed. of the Abidjan Symposium: 20- 24 de octubre de 1959, UNESCO
- Ferri, M. G., 1961. Caracterização das principais formações vegetais brasileiras e considerações sobre alguns problemas importantes de sua ecologia. (V Curso Internac. Pastagens, 15-6 a 7-8-59, São Paulo). Fundamentos de manejo de pastagens. Departamento de Produção Animal, Sec. Agric. São Paulo: 177-188
- Ferri, M. G., 1961.Problemas de economia d'água na vegetacão de caatinga e cerrados brasileiros. (V Curso Internac. Pastagens, 15-6 a 7-8-59, São Paulo). Fundamentos de manejo de pastagens. Departamento de Produção Animal, Sec. Agric. São Paulo: 189-199
- Ferri, M. G., 1963. Histórico dos trabalhos botânicos sobre o cerrado. Simpósio sobre o cerrado. EDUSP
- Ferri, M. G., 1963. Evolução do conceito de xerofitismo Bolm Fac. Fi1. Ciênc. Letras USP 267, Bot. 19
- Ferri, M. G., 1964. Discurso do diretor Prof. Mário Guimarães Ferri no encerramento da solenidade de colação de grau de Bacharéis e Licenciados da Turma de 1963. Publ. Fac. Fil. Ciênc. Letras, USP
- Ferri, M. G., 1964. Informações sobre a ecologia dos cerrados e sobre a possibilidade de seu aproveitamento. Silvicultura (Ver. Téc. Serv. Flor. Est. São Paulo) Ano 3, n°. 3
- Ferri, M. G., 1968. Idéias sobre a reestruturação da Universidade de São Paulo. Jornal O Estado de São Paulo
- Ferri, M. G., 1968. USP - Reestruturação e adequação às necessidades do momento. Suplemento Especial de Educação, Folha de São Paulo, 76-77
- Ferri, M. G., 1969. Plantas do Brasil – Espécies do Cerrado. Ed. Edgard Blücher Ltda e EDUSP
- Ferri, M. G., 1969. Glossário de termos botânicos. Ed. Edgard Blücher e EDUSP
- Ferri, M. G., 1970. Botânica—Morfologia interna das plantas (Anatomia) Cia. Melhoramentos de São Paulo e EDUSP. 1ª Edicão. São Paulo
- Ferri, M. G., 1970. Aspectos da vegetação do sul do Brasil. De R.V. Wettstein, supervisão. Ed. Edgard Blücher e EDUSP
- Ferri, M. G., 1971. Simpósio sobre o cerrado – I - Reimpressão. Ed. Edgard Blücher e EDUSP
- Ferri, M. G., 1971. Modificação do hábito floral de Cochlospermum regium (Mart) Pilger. III Simpósio sobre o cerrado. Coord. M.G. Ferri. Ed. Edgard Blücher e EDUSP
- Ferri, M. G., 1971. Efeitos de substancias de crescimento no movimento das articulações de Phaeolus vulgaris. Ciência & Cult. 23
- Ferri, M. G., 1971. Informações sobre transpiraração e anatomia foliar de diversas mirtáceas. Ciência & Cult. 23
- Ferri, M. G., 1971. III Simpósio sobre o cerrado. Ed. Edgard Blücher e EDUSP
- Ferri, M. G., 1972. Ecological problems of tho cerrado vegetation. I. Congresso Latinoamericano de Botânica, p. 365-387. In Memórias de Simposia. México
- Ferri, M. G., 1972. Contribuição ao conhecimento da anatomia de plantas de uma caatinga do Rio Negro (Amazonas). Revta Biol. 8
- Ferri, M. G., 1972. Editoração: conceitos e perspectivas. p. 11-18 in Editoração na USP. Depto de Jornalismo e Editoração da Escola de Comunicações e Artes da USP
- Ferri, M. G., 1973. Sobre a origem, manutenção e transformação dos cerrados. Actas de la Asociación Argentina de Ecología. l
- Ferri, M. G., 1972. Homem agride o ambiente no país. Jornal O Estado de S. Paulo, 11/02/73
- Ferri, M. G., 1972. Lagoa Santa e a vegetação dos cerrados brasileiros. Livraria Itatiaia e EDUSP
- Ferri, M. G., 1972. Considerações sobre a origem, manutenção e transformação dos cerrados. Revta Biol. 9
- Ferri, M. G., 1972. Carlos das Neves Tavares: sua vida e sua obra. Revta Biol. 9
- Ferri, M. G., 1972. Karl Martin Silberschmidt: sua vida e sua obra. Revta Biol. 25
- Ferri, M. G., 1972. Ecological problems in Latin America. In Genes, Enzymes and Populations. Plenum Publishing Corporation: 5-24, N. York
- Ferri, M. G., 1974. Botânica: curso experimental-fisiología. Companhia Melhoramentos de São Paulo e EDUSP
- Ferri, M. G., 1974. A Botânica no Brasil: considerações históricas. História da ciência, vol. 46
- Ferri, M. G., 1974. Vegetação no Rio Grande do Sul. Livr. Itatiaia Ltda e EDUSP
- Ferri, M. G., 1974. Ecologia: temas e problemas brasileiros. Livr. Itatiaia Ltda e EDUSP
- Ferri, M. G., 1974. Informations about the consequences of accelerated~ deforestation in Brazil. Proc. of the First International Congress of Ecology, septiembre 8-14: 355-360. Holanda
- Ferri, M. G., 1975. Os cerrados de Minas Gerais. Ciência & Cult. 27
- Ferri, M. G., 1975. Aylthon Brandão Joly: sua vida e sua obra. Boletim da Botânica, n° 3
- Ferri, M. G., 1976. Ecologia e Poluição. Ed. Melhoramentos e EDUSP
- Ferri, M. G., 1976. Plantas produtoras de fibras. Ed. Pedagógica e Universitária Ltda, São Paulo
- Ferri, M. G., 1977. Ecologia dos cerrados. IV Simpósio sobre o Cerrado. Ed. Itatiaia Ltda e EDUSP
- Ferri, M. G., 1977. O mundo em que vivemos. Ed. Melhoramentos. São Paulo
- Ferri, M. G., 1978. Glossário ilustrado de Botânica. EBRATEC e EDUSP
- Ferri, M. G., 1978. Ecología comparada del "Cerrado" y de la "Caatinga". Mem. 5º Congresso Venezoelano de Botanica. Barquisimeto. Estado Lara. Venezuela. p. 189-243
- Ferri, M. G., 1978. Ecologia do cerrado. Editora Itatiaia e EDUSP
- Ferri, M. G., 1979. História das ciências no Brasil. vol. I. Ed. Pedagógica e Universitária e EDUSP
- Ferri, M. G., 1979. Fisiología Vegetal. vol. I. Coord.. Editora Pedagógica e Universitária e EDUSP
- Ferri, M. G., 1979. Fisiología Vegetal. vol. II. Coord.. Ed. Pedagógica e Universitária e EDUSP
- Ferri, M. G., 1979. Breve histórico das mais importantes linhas de pesquisa no cerrado. 5°. Simpósio sobre o Cerrado: Uso e Manejo. Editerra
- Ferri, M. G., 1980. Ecologia Geral. Itatiaia, Belo Horizonte
- Ferri, M. G., 1980. Vegetação Brasileira. Itatiaia e EDUSP
- Ferri, M. G., 1980. História das ciências no Brasil. vol. II. Coord.. Ed. Pedagógica e Universitária e EDUSP
- Ferri, M. G., 1981. História das ciências no Brasil. vol. III. Coord. Ed. Pedagógica e Universitária e EDUSP
- Ferri, M. G., 1981. Botânica: curso experimental-fisiología. 3ª ed., Ed. Nobel
- Ferri, M. G., 1982. Ecologia e Poluição. Revta Problemas Brasileiros. Ano XIX, n°. 209
- Ferri, M. G., 1982. Editora da Universidade de São Paulo. Revta Comunicações e Artes. USP n.º 11
- Ferri, M. G., 1982. Editora da Universidade de São Paulo. Ciência & Cult. 34
- Ferri, M. G., 1982. Ecologia e Poluição. 5ª ed., Ed. Nobel
- Ferri, M. G., 1983. Os cerrados, um grupo de formas de vegetação semelhantes às savanas. Revta Cadernos Germano-Brasileiros, Alemania
- Ferri, M. G., 1983. Editora da Universidade de São Paulo. Revta Cadernos Germanos-Brasileiros, Alemania
- Ferri, M. G., 1984 Glossário ilustrado de Botânica. Ed. Nobel, 14 ed., 29 reimpres.
- Ferri, M. G., 1984. Botânica—Morfologia interna das plantas (Anatomia). 9.ª ed., Ed. Nobel
- Ferri, M. G., 1984. Os cerrados, um grupo de formas de vegetação semelhantes às savanas. Revta Biol. 12, 3-4
- Ferri, M. G., 1985. Botânica - Morfologia externa das plantas (Organografia). 15ª ed., 3ª reimpres., Ed. Nobel
- Ferri, M. G., 1985. Fisiología Vegetal. Vol. I. Coord. 2ª ed. Editora Pedagógica e Universitária e EDUSP